# 木々津克久
木々津 克久（きぎつ かつひさ）は、日本の漫画家。
代表作にホラーコメディの『フランケン・ふらん』、女子高生探偵の活躍する『名探偵マーニー』など。
『コミックフラッパー』（メディアファクトリー）にて『アーサー・ピューティーは夜の魔女』を不定期連載。

## 作風
スターシステムほどではないが、過去作とのリンクを好んで使う。

## 作品リスト

### 連載作品
- おどろ 〜陽子と田ノ中の百鬼行事件簿〜（『マガジンSPECIAL』、2001年10号 - 2003年7号、全4巻）
- ヘレンesp（『週刊少年チャンピオン』、2007年26号 - 2010年30号、全2巻）※短期集中のシリーズ連載
- フランケン・ふらん（『チャンピオンRED』、2006年9月号 - 2012年3月号、全8巻）
  - フランケン・ふらん Frantic（『チャンピオンRED』、2019年4月号 - 連載中、既刊11巻）
- アーサー・ピューティーは夜の魔女（『コミックフラッパー』、2009年11月号 - 連載中、既刊1巻）※不定期連載
- 名探偵マーニー（『週刊少年チャンピオン』、2012年38号 - 2014年36+37合併号、全11巻）
- 兄妹 〜少女探偵と幽霊警官の怪奇事件簿〜（『週刊少年チャンピオン』、2014年51号 - 2016年13号、全7巻）
- 開田さんの怪談（『週刊少年チャンピオン』、2018年11号、19号 - 27号、36号 - 40号、47号 - 49号、2019年11号、既刊2巻）

### 読み切り作品
- Phase20（『チャンピオンRED』、2011年1月号、単行本『フランケン・ふらん』第7巻に収録）
三代目怪人二十面相の少女を主人公としたミステリー作品[1]。
- Phase20 2（『チャンピオンRED』、2012年1月号）
- WILDロア （『週刊少年チャンピオン』、2016年38号）[2]
動物の声を聞くことができる高校1年生、音無ロアが独自の宗教感を持つに至った野良猫たちを救う。
- 恋愛セッション らぶさん（『別冊少年チャンピオン』、2016年12月号）[3]
乙奈らぶは、抜群のビジュアルだが実は恋愛経験ゼロ。そんならぶさんが後輩の恋の手助けをする。
- 死神さん（『別冊少年チャンピオン』、2017年5月号）[4]
死神が女性に死を告げるが、成り行きから女性が「娘たち」と呼ぶ大量の人形の処分を手伝うはめになる。
- アリスとうさぎの儒艮事件（『チャンピオンRED』、2018年3月号、単行本『フランケン・ふらん Frantic』第1巻に収録）
女子高生のありすとうさぎは水死体を見つける。その死体は日々、様子が変わって行き、儒艮となった。
- アリスとうさぎの犬権問題（『チャンピオンRED』、2018年6月号、単行本『フランケン・ふらん Frantic』第1巻に収録）
交通事故に遭って頭を打ったありすは、犬の言葉を解することが出来るようになる。ありすの脳を調査し、犬と会話を交わす機械が開発されたが、犬が自分たちの権利を主張し始めて大騒ぎになる。
- フランケン・ふらん対開田さんの怪談（『チャンピオンRED』、2018年9月号、単行本『フランケン・ふらん Frantic』第1巻に収録）[5]
自分の怪談が最近ワンパターンになってきていると感じた開田は、転校生の斑木ふらんから医療関係にまつわる怪談話を聞こうとする。怖い話を聞かせたいのは、その相手に対する愛情ゆえと考えたふらんは、研究所に開田を招く。ふらんは恐怖に対する考察を始め、開田に対して強制的に恐怖を与える実験を試みようとする。
- 開田さんの怪談VSフランケン・ふらん （『週刊少年チャンピオン』、2018年35号[5]、単行本『開田さんの怪談』2巻に収録）
開田はふらんの研究所で実体験した「怪談」を生瀬に語るが、あまり怖がってる様子がない。意地になった開田は生瀬を連れて、一度は逃げ出したふらんの研究所に再び戻る。

### その他
- CRIMEZONE -クリム・ゾン-（『ドラゴンエイジ』）キャラクターデザイン協力